# 小行星6397
小行星6397（英語：6397）是一颗围绕太阳公转的小行星。1991年1月17日，T. Hioki、早川修司在奥多摩町发现了此天体。
这颗小行星的绝对星等为356.3308972245528等。